# 693년

## 연호
- 무주(武周) 장수(長壽) 2년

## 기년
- 무주(武周) 측천황제(則天皇帝) 4년
- 신라(新羅) 효소왕(孝昭王) 2년

## 사망
- 백제(百濟)의 태자(太子) 선광왕(禪廣王,善光王)